# Угљеник-14
Угљеник-14 је изотоп угљеника који има масени број 14. Роуз и Џонс су 1984. године детектовали изотоп угљеника-14 у радиоактивном ланцу уранијума-235. Угљеник постоји у природи у виду 3 главна изотопа: Ц-12, Ц-13 и Ц-14 који је нестабилан или радиоактиван. Током нуклеарних тестова током 1940их, 1950их и 1960-их година, угљеник-14 је узиман из биљака широм света. Он се и данас налази у биљкама иако у малим количинама. Релативна атомска маса угљеника-14 је 14. 003242 атомских јединица масе. Различити изотопи угљеника се не разликују по својим хемијским својствима.

## Метода угљеника-14
Количина угљеника-14 у атмосфери је мало промењива јер до његовог стварања долази под утицајем космичких зрака који стално долазе до Земље, а који се састоје већином (око 90%) од протона. Због бомбардовања космичким зрацима, на површини наше атмосфере долази до избацивања неутрона из језгара азота, кисеоника и аргона. 
Удари космичких зрака успевају да промене један протон у малом броју атома азота тако што се тај протон замени са једним неутроном и тада се атом азота претвара у атом угљеника-14, који има 6 протона и 8 неутрона у његовом језгру. Атомска маса промењеног атома остаје иста, али атомски број је мањи за један.
Биљке из атмосфере узимају угљеник-14, као и угљеник-12 и уграђују их у шећере, животиње једу биљке и у њих се преноси исти однос угљеника-14 и угљеника-12 какав је постојао у атмосфери Земље у време тог храњења, али када биљка, или животиња угине тај однос се мења због полураспада угљеника-14, који траје око 5.730 година. Средином XX века Вилард Либи је објаснио да угљеник-14 због своје нестабилности, то јест правилног полураспада може да се употребив за одређивање времена смрти неког органског једињења, поређењем са количином угљеника-12 која нема полураспад у истој (испитиваној) органској материји. После 8 полураспада атома угљеника-14 њега остаје мало у органској материји и тешко је поуздано одређивање времена настанка неког археолошки истраженог слоја који је старији од 50.000 година помоћу угљеника-14.
Овај угљеник, као и Ц-12, са кисеоником гради угљен-диоксид. Језгро угљеника-14 је нестабилно и оно се дизентегрише распадом, тако да се угљеник-14 претвара у азот. Време полураспада угљеника-14 и азота је 5730 година.
Овом методом и у одређеној количини је најбоље датирати:
- Дрвени угаљ (оптимална количина 30-90 грама)
- Суво дрво и суво растиње (60 грама)
- Рогови животиња (150-300 грама)
- Кости или љуштуре (свежи остаци око 120 грама)
- Кости или љуштуре у фази распадања (до 2200 грама)
- Органски седименти-језерски муљ, уљани шкрилци (3-5 килограма)

Поред тога,потребно је водити рачуна и о следећем:
- Пробе се узимају само са свежих фосила без употребе било каквих конзервационих средстава
- Пробе се не узимају у случају када је слој обогаћен младим органским материјалом (хумусом и слично)
- Из истог разлога треба узимати пробе различитих органских остатака како би се могла вршити паралелизација, као и контрола одредби.

Ова метода функционише на следећи начин:
- Да је бомбардовање из космоса константно
- Да је однос између радиоактивног и нормалног угљеника константан
- Да је количина угљен-диоскида у атмосфери константна
- Да је стопа распада угљеника-14 константна
- Да нема размене између организма који је угинуо и средине
- Да је постигнута равнотежа између количине новонасталог и распаднутог угљеника-14

У највећем броју случајева органска материја која се налази у седиментима (стабла дрвећа, кости кичмењака, тресет) је претрпела мањи или већи транспорт па је према томе старија од творевина у којима се налази. Помоћу методе Ц-14 одређује старост микрофосила из седимената који се налазе у повлати.

## Улога угљеника-14
- Угљеник-14 се користи за одређивање старости предмета
- Угљеник-14 заједно са угљеником-12 апсорбује биљке, граде органску материју
- Угљеник-14 се користи у пољима хидрологије, атмосферских наука, археологије, биомедицине